# Neuhofen im Innkreis
Neuhofen im Innkreis là một đô thị ở bang Thượng Áo. Đô thị này thuộc huyện Ried im Innkreis. Dân số là 2.131 người.
Neuhofen im Innkreis nằm ở khu vực có độ cao 464 m trên mực nước biển. Kích thước khu vực là 7,1 km nam-bắc và 3,9 km đông-tây. Tổng diện tích là 15,7 km². 10,2 % diện tích là rừng, 79% sử dụng cho nông nghiệp. Các khu vực dân cư thuộc đô thị này gồm Auleiten, Baumbach, Baumgarten, Bergetsedt, Gobrechtsham, Grillnau, Hörzing, Hauping, Holzleiten, Langstraß, Leinberg, Neuhofen im Innkreis, Niederbrunn, Ponneredt, Rödt, Rettenbrunn, Spießberg, và Wiesen.